# Partícula submitocondrial
Uma partícula submitocondrial é o produto membranoso compartimentado da exposição de uma mitocôndria a ultrassons, o que leva à compressão das suas cristas, forçando a membrana interna a ficar do avesso. Por consequência, a partícula F1 fica exposta no exterior. Estas partículas podem ser removidas usando agentes caotrópicos como a ureia, dissociando a correspondente atividade ATPase da membrana. Contudo, os complexos de transporte de eletrões mantêm-se na membrana.
Se as partículas F1 forem removidas de partículas submitocondriais, estas podem ser reconstituídas através da remoção cuidadosa do agente caotrópico.